# 芒特斯特灵 (肯塔基州)
芒特斯特灵（英語：Mount Sterling），是美国肯塔基州的一座城市。建立于1792年，面积约为11.4平方公里（4.4平方英里）。根据2010年美国人口普查，该市的人口为6,895人。